# 洛伊薩

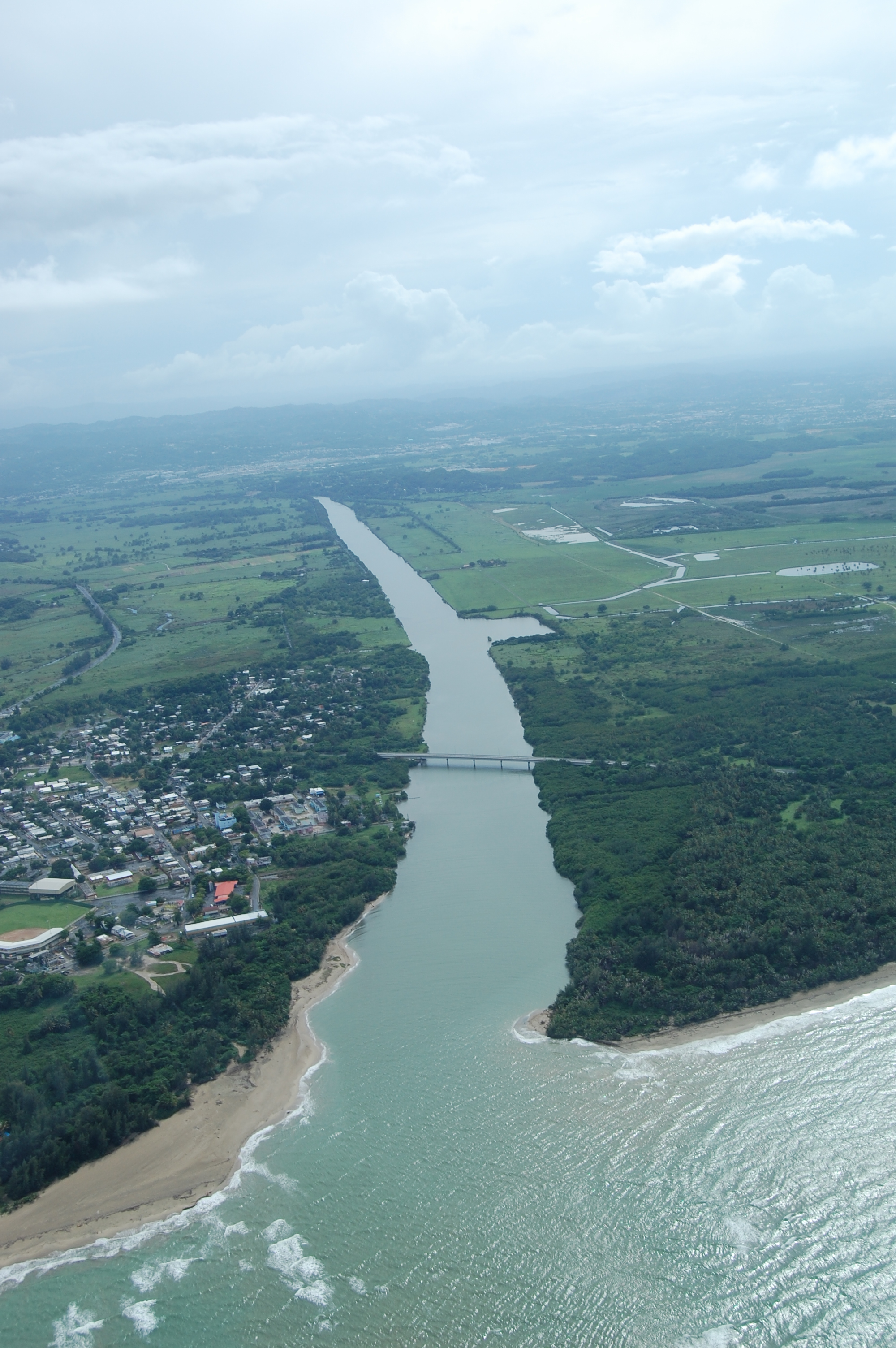

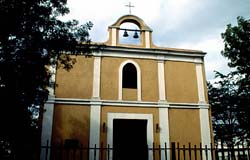

洛伊薩是波多黎各的城鎮，位於該島東北部，始建於1719年，面積170平方公里，主要農產品有椰子、水果和甘蔗，2010年人口30,060，人口密度每平方公里180人。

## 外部連結
- Loíza and its barrios, United States Census Bureau
- Historic Places in Puerto Rico and the Virgin Islands, a National Park Service Discover Our Shared Heritage Travel Itinerary （页面存档备份，存于）